# Danyuan Ren Changjiu
Danyuan Ren Changjiu (xinès simplificat: 但愿人长久, pinyin: Dànyuàn rén chángjiǔ, literalment 'Tant de bó la gent tinga una llarga vida') és una pel·lícula xinesa del 1981, dirigida per Bai Dezhang i Xu Xunxing i produïda per l'estudi de cinema de Changchun.
Després de la caiguda de la Banda dels Quatre, Huyan Ziqian, membre del Partit Comunista, torna al seu lloc a un Institut de Recerca de Geologia. La trama gira al voltant de la família del seu amic Ou Yi, mort durant la Revolució Cultural, deixant enrere una vídua. El pare adoptiu de la vídua l'anima a casar-se amb ella, si bé la dona no havia volgut tornar-se a casar. Finalment, estableixen una nova família i acolleixen un xiquet orfe. L'infant resulta ser el fill de l'home que va conduir Ou Yi a la mort. Finalment, Huyan és capaç de convèncer la seua nova esposa d'acceptar al xiquet.